# Jean-Marie Michel Mokoko
Pour les articles homonymes, voir Mokoko.
Jean-Marie Michel Mokoko est un général et homme politique congolais né le 19 mars 1947 à Mossaka (Cuvette). Il a notamment exercé les fonctions de Chef d'État-major Général des Forces armées du Congo-Brazzaville et fut conseiller du président Denis Sassou-Nguesso.
Candidat à l'élection présidentielle de mars 2016, il recueille 13,74 % des voix et arrive 3e sur neuf candidats. Il ne reconnaît cependant pas la réélection de Denis Sassou-Nguesso (au pouvoir depuis plus de 35 ans) et appelle à la désobéissance civile. Arrêté en juin 2016, il est condamné le 11 mai 2018 à 20 ans de prison pour « atteinte à la sécurité intérieure de l’État ».

## Biographie

### Enfance et formation
Jean-Marie Michel Mokoko est né le 19 mars 1947 à Mossaka (Cuvette) en République du Congo. Il fréquente l'École Militaire Préparatoire Général Leclerc à Brazzaville.
Il prépare ensuite le concours d'entrée à l'École Spéciale Militaire de Saint-Cyr, à la Corniche Bournazel du Lycée Dumont d'Urville de Toulon et intègre en 1970 l'École Spéciale Militaire de Saint-Cyr. Pendant cette période l'école est dirigée par le Général de brigade Jean Richard.
De 1970 à 1972, il est élève-officier appartenant à la promotion no 157 « Général de Gaulle » tout comme les anciens CEMA (Chef d'État-major des armées) ivoirien et sénégalais, le Général Mathias Doué et le Général Babacar Gaye, le feu Général Ilunga Shamanga, Chef d'État-major particulier du Maréchal Mobutu Sese Seko et les officiers français suivants : le Général Bernard Périco, ancien Commandant de la Brigade des sapeurs pompiers de Paris, le Général de Corps d'armée Jean-Loup Moreau  et le Général Elrick Irastorza ancien Chef d'État-major de l'armée de terre française.
Les deux congolais de cette promotion sont: Emmanuel Eta Onka et Jean-Marie Michel Mokoko. Ils retrouvent comme ancien Sébastien Goma. Jean-Marie Michel Mokoko est aussi de la même promotion que les militaires sénégalais suivants: Colonel Mbaye Faye (ancien sous-CEM), le Colonel de Gendarmerie Alioune Badara Niang (ancien DG du Port autonome de Dakar de même que Pathé Ndiaye) Général Abdoulaye Dieng (ancien Ambassadeur du Sénégal en Guinée-Bissau) et l'Intendant Colonel Oumar Niang (ancien Attaché militaire au Maroc).
Jean-Marie Michel Mokoko poursuit ses études à l'École d'Application du génie d'Angers. Il est ensuite diplômé de l'École d'État-major de Compiègne.

## Carrière militaire
De 1977 à 1983, Jean Marie Michel Mokoko occupe le poste de directeur central du Génie, à une époque où le Colonel Victor Ntsikakabala est Chef d’État-major Général. Il est ensuite nommé, de 1983 à 1987, commandant de la zone autonome de Brazzaville et du 3e Régiment d’infanterie motorisée. Parallèlement, entre 1984 et 1987, il exerce également les fonctions de commandant des Forces terrestres, tout en conservant ses responsabilités précédentes, sous l’autorité du Colonel Emmanuel Elenga, alors Chef d’État-major Général. De 1987 à 1993, il accède au poste de Chef d’État-major Général des Forces armées congolaises.
Le 1er janvier 1990, il est élevé au grade de général de brigade avec Louis Sylvain-Goma, Raymond Damase Ngollo, Emmanuel Ngouélondélé Mongo et Norbert Dabira.
Lors de l’avènement de la démocratie, Jean-Marie Michel Mokoko tente de dépolitiser les forces armées pour réduire l'influence des militaires dans la vie politique congolaise.

### Expérience sur le plan national
Jean-Marie Michel Mokoko participe à plusieurs événements politiques et sécuritaires majeurs au cours des années 1990. En 1990, il prend part à la Conférence des Chefs d’État-major de l’UDEAC à Yaoundé, Cameroun . L’année suivante, il joue un rôle central dans la sécurisation des Assises de la Conférence nationale souveraine au Congo. En 1992, il contribue à la définition des modalités d’organisation des scrutins électoraux en qualité de Président de la Commission Sécurité. La même année, à la suite de la crise politique née du refus des autorités de prendre acte de la motion de censure contre le gouvernement de Stéphane Maurice Bongho-Nouarra,, il intervient comme négociateur entre l’opposition et la majorité présidentielle pour favoriser le dialogue afin de trouver une issue à la crise qui sévit et de prévenir une escalade vers une guerre civile. En effet, il réunit de force les principaux leaders des deux camps au palais des congrès, tout en faisant déployer l’armée aux abords du site,. De cette concertation imposée émerge un accord prévoyant la formation du gouvernement de transition dit « 60/40 », dirigé par le Premier ministre Claude-Antoine Da-Costa (décembre 1992 - juin 1993),, en vue d’organiser les élections législatives prévues pour mai et juin 1993.

#### Conférence nationale souveraine
La conférence nationale souveraine du Congo-brazzaville s'est déroulée du 25 février au 10 juin 1991 la dans la capitale congolaise. En 1991, Jean-Marie Michel Mokoko, alors chef d’état-major des Forces armées congolaises, joue un rôle clé dans le déroulement pacifique de la Conférence nationale souveraine (CNS) au Congo-Brazzaville. Il s’est distingué par une posture favorable à l’ouverture politique et au maintien de la stabilité nationale, dans un contexte marqué par de vives tensions sociales et politiques. Cette attitude s'illustre notamment en 1990, lorsqu'il refuse de faire usage de la force, en tirant sur la population alors que le pays connaissait une montée des revendications populaires et des mouvements de contestation. Selon un témoignage rapporté par Jeune Afrique, un opposant congolais estime que « par son sens du nationalisme, le général Mokoko, alors chef d’état-major de l’armée, nous a évité début des années 1990 une guerre civile dans le pays ».
À partir de juin 1991, dans un contexte politique tendu, des rumeurs persistantes de tentative de coup d’État circulent à Brazzaville. Le climat de suspicion s’intensifie, certains proches du Premier ministre accusant les Forces armées congolaises (FAC) de vouloir remettre en place le monopartisme, dissous environ dix mois plus tôt le 30 septembre 1990. Toutefois, ces allégations sont démenties en janvier 1992 par un rapport d’enquête parlementaire, qui conclut plutôt à l’existence d’un complot dirigé contre les FAC et leur chef d’état-major, le général Jean-Marie Michel Mokoko. Bien qu’il se trouve alors en position de force, ce dernier rejette toute idée de prise de pouvoir par la contrainte militaire, affirmant à ses proches collaborateurs que les coups d’État appartiennent au passé et qu’ils ne sauraient être tolérés dans le climat de débat politique alors en cours. Face à ces tensions, Monseigneur Ernest Kombo, président du Parlement de transition, intervient pour tenter de désamorcer les conflits et encourager le dialogue entre les différentes forces en présence.
Au cours de la CNS, Jean-Marie Michel Mokoko, jusque-là figure essentiellement connue dans les milieux militaires, accède à une reconnaissance publique plus large. Il joue alors un rôle déterminant en amenant Denis Sassou Nguesso à céder la présidence de la république.
La Conférence nationale souveraine a marqué un tournant démocratique majeur en instaurant une transition vers le multipartisme, débouchant en 1992 sur une élection présidentielle remportée par Pascal Lissouba. Ce scrutin avait opposé plusieurs figures politiques majeures, dont Bernard Kolélas et Denis Sassou Nguesso, ce dernier n'ayant pas accédé au second tour après avoir recueilli 16,87 % des suffrages.

### Expérience sur le plan international
De 1994 à 1996, Jean-Marie Michel Mokoko est consultant à la Commission internationale de juristes (CIJ), à Genève (Suisse), en collaboration avec l’ONG Synergie Africa, dans le domaine de la prévention et du règlement des conflits, sous l’autorité du secrétaire général de la CIJ, Adama Dieng. En 1995, il participe à la définition des termes de références de l’initiative du président Julius Nyerere  sur la crise du Burundi, en association avec Synergie Africa et l’Initiative Carter, à Genève (Suisse). Il prend part à la session extraordinaire du Conseil de Paix et de Sécurité de l’Union africaine sur la situation en Côte d'Ivoire, Addis-Abeba (Éthiopie), en novembre 2004, ainsi qu’à la 1re Conférence internationale sur la  Région des Grands lacs (CIRGL), à Dar es Salam (Tanzanie), au même mois. En janvier 2005, il participe à la réunion des ministres du Comité des six Chefs d’État sur le Pacte de Non-agression et de Défense Commune à Accra (Ghana) Il prend également part de manière régulière aux sommets des Chefs d’État et de Gouvernement de l’Union africaine ainsi qu’aux sessions du Conseil de Paix et de Sécurité de l’U.A. Il est co-président du groupe des experts du Groupe de contact mis en place par l’Union africaine à la suite des Accords de Tripoli du 8 février 2006 et de Dakar du 13 mars 2008, chargé de la planification d’une Force de paix et de sécurité à la frontière du Tchad et du Soudan. En 2011, il participe aux réunions des cinq chefs d’État sur la crise libyenne. Il prend également part à la montée en puissance de la Mission internationale de soutien au Mali sous conduite africaine, de janvier au 1er juillet 2013[réf. souhaitée].

#### Fonctions occupées
De 2005 à 2013, Jean-Marie Michel Mokoko est conseiller spécial du chef de l’État congolais, chef du département paix et sécurité collective en Afrique. En 2006-2007, il est représentant spécial du président en exercice de l’Union Africaine pour la Côte d'Ivoire et Président du groupe de médiation dans la crise ivoirienne, basé à Abidjan. Du 27 décembre 2012 au 6 mars 2013, il est chef de bureau de liaison de l’Union Africaine à Bamako, conseiller politique principal du haut représentant de la Présidente de la Commission de l’Union Africaine, chef de la mission internationale de soutien au Mali et au Sahel. Du 22 février 2013 au 1er août 2013, il est conseiller spécial du haut représentant de la Présidente de la Commission de l’Union Africaine, Chef de la Mission internationale de soutien au Mali (MISMA), et adjoint de Pierre Buyoya, haut représentant de la Présidente de la Commission de l’Union Africaine pour le Mali et le Sahel, Chef de la MISAHEL. D’août à décembre 2013, avant sa prise de fonction à Bangui le 14 décembre 2013, il se prépare à ses nouvelles responsabilités. Du 28 novembre 2013 au 15 octobre 2014 (un mois après le transfert d’autorité de la MISCA à la MINUSCA), il est Représentant Spécial de la Présidente de la Commission de l’Union Africaine et Chef de la Mission internationale de soutien à la Centrafrique sous conduite africaine (MISCA). Du 15 octobre 2014 au 21 février 2016 (date à laquelle il a été remplacé par le Professeur Hacen El Lebatt, ancien ministre mauritanien des Affaires étrangères), il est Représentant spécial de la Présidente de la Commission de l'Union africaine, et Chef de la Mission de l’Union Africaine en Centrafrique et en Afrique Centrale (MISAC). Il est également Président du Groupe international de contact pour la RCA (GIC-RCA) dit «G8», parce que composé de huit (8) membres : l’Union Africaine, les Nations unies, l’Union européenne, la Communauté économique des États de l'Afrique centrale (CEEAC), la France, les États-Unis d'Amérique, le Congo-Brazzaville et la Banque mondiale,. Le GIC-RCA a été créé en 2013 à l’initiative de l’Union africaine afin d’accompagner et aider la République centrafricaine dans le rétablissement de l’ordre constitutionnel,.

## Politique

### Exil en France et engagement
Entré en désaccord avec le président Pascal Lissouba, le général Jean-Marie Michel Mokoko démissionne de ses fonctions de chef d’État-major général des Forces armées congolaises le 18 juillet 1993. Craignant pour sa sécurité dans un climat de tensions croissantes, d’autant plus que sa résidence a été incendiée, il choisit de s’exiler volontairement en France. Peu après son départ, le pays sombre dans une grave crise : les premières violences armées de l’ère démocratique éclatent à Brazzaville en novembre 1993, causant plus de trois mille morts en l’espace de trois mois. Installé en France, Mokoko amorce sa transition vers la vie politique. En 1996, il publie un ouvrage intitulé Congo : Le temps du devoir, dans lequel il partage sa vision du pays et ses préoccupations pour l’avenir du Congo. Cette publication marque son entrée sur la scène politique. Il fonde dans la foulée le Mouvement pour la réconciliation des Congolais (M.R.C), une formation politique qui restera toutefois marginale et éphémère.

### Élection présidentielle de 2016
À la fin du mois de juillet 2015 le général Mokoko, alors en poste à Bangui pour le compte de l'Union africaine et parallèlement toujours conseiller du président Sassou-Nguesso en matière de sécurité, se prononce contre le changement de la constitution qui devait permettre au Président de la République en poste de briguer un troisième mandat. Dans la foulée, sa popularité devient grandissante[réf. souhaitée]. Originaire de la même région que le Président sortant, officier général comme lui, il apparait alors comme son adversaire le plus redoutable[réf. souhaitée]. Ses déclarations sont photocopiées et revendues dans la rue[réf. souhaitée].
Le 9 février 2016, alors qu'il quitte la République Centrafricaine, pour venir officialiser sa candidature à l'élection présidentielle anticipée du 20 mars, Jean-Marie Michel Mokoko est reçu à l'aéroport international de Brazzaville par des jets de pierres et de gaz lacrymogènes. Son entourage attribue cet accueil à Jean-François Ndenguet, alors directeur général de la police nationale.
Le 13 février, Jean-Marie Michel Mokoko officialise sa candidature à travers un discours prononcé au palais des congrès de Brazzaville en présence de plusieurs leaders de l'opposition congolaise.
Le 15 février à l'aéroport de Maya-Maya, Jean-Marie Michel Mokoko est interdit de prendre l'avion pour se rendre à Pointe-Noire. Le jour même, une vidéo est diffusée par la chaîne de télévision nationale congolaise montrant le Général en train de planifier un coup d'État. Cette information circule sur internet et les réseaux sociaux.
Une réunion est tenue le jour même au domicile d'Aimé Emmanuel Yoka, ministre de la justice et oncle maternel du président Sassou-Nguesso, à l'issue de laquelle le procureur de la République, André Oko Ngakala, fait une déclaration à la télévision nationale. Il dit avoir prescrit ce 17 février 2016 l'arrestation immédiate de Jean-Marie Michel Mokoko, et de procéder sans délais à son interrogatoire. Le procureur de la République fait référence aux articles 12 et 29 du code de procédure pénal. Jean-Michel Mokoko se rendra à ces convocations à la Direction générale de la surveillance du territoire (DGST)  
Jean-Marie Michel Mokoko a organisé une conférence de presse organisée le 7 mars 2016 à Brazzaville pour dévoiler les grandes lignes de sa vision politique en vue de l’élection présidentielle. Au cours de celle-ci, il a affirmé ne pas chercher à se dérober à la justice justice de son pays, tout en exprimant son indignation face à ce qu’il considère comme une pression injustifiée exercée contre sa personne. Il a illustré son propos en déclarant : « Dans un État qui se respecte, lorsqu'on est en période électorale, et qu'un des candidats a eu sa candidature validée, sans que l'action de justice ne soit écartée, la bien séance commanderait qu'on suspende ces interpellations pour pouvoir laisser le candidat battre campagne ».
Jean-Marie Mokoko finit par recueillir 13,74 % des voix et arrive 3e sur neuf candidats. Après la victoire contestée de Denis Sassou-Nguesso à l'élection présidentielle de 2016, Jean-Marie Mokoko lance le 24 mars un appel au peuple congolais, l'encourageant à se révolter et à faire acte de désobéissance civile.

### Emprisonnement
À partir du 4 avril 2016, quelques semaines après la fin de l'élection présidentielle, Jean-Marie Mokoko est assigné à résidence. Le 14 juin 2016, il est convoqué par la Direction générale de la surveillance du territoire (DGST) et est incarcéré. Le 16 juin, il est présenté au procureur de la République, André Oko Ngakala, ainsi qu'au doyen des juges. Accusé d'« atteinte à la sûreté intérieure de l'État », ainsi que de « détention illégale d'armes et de munitions de guerre », il est placé sous mandat de dépôt (détenu à la maison d'arrêt de Brazzaville). Le chef d'inculpation d'« incitation aux troubles à l'ordre public » est ensuite rajouté,. Sa famille n'est pas autorisée à lui rendre visite, et se dit menacée par des « nervis du régime ».
Il reste 2 ans en prison avant d'être jugé en 2018. Pendant son procès, Jean-Marie Mokoko invoque son immunité, puis son droit au silence. Un expert en armement, convoqué par la Cour, refuse de témoigner concernant les armes retrouvées à son domicile. En outre, le principal témoin, censé soutenir l'accusation selon laquelle il aurait voulu organiser un coup d'État, ne se présente pas au procès. Étienne Arnaud, l'un des trois avocats français de l'accusé, dénonce un procès « exubérant et grossièrement politique, avec des décisions délirantes, tordant le cou au droit congolais ». Une lettre manuscrite de 2 pages, rédigée par Jean-Marie Mokoko durant sa détention, est en outre rendue publique par le journal français Le Monde, dans laquelle il dit s'être « heurté à la machine totalitaire », qu'il estime aidée par des « complices étrangers ».
Le 11 mai 2018, Jean-Marie Mokoko est condamné à 20 ans de prison pour « atteinte à la sécurité intérieure de l’État ». Il qualifie alors son procès de « règlement de comptes politique ». En août 2018, le Groupe de travail sur la détention arbitraire du Conseil des droits de l’homme de l’ONU conclut que la détention de Jean-Marie Mokoko (notamment son assignation à résidence après l'élection présidentielle, ainsi que sa détention provisoire de 2 ans) est « arbitraire » et préconise sa libération immédiate ainsi qu'un « droit de réparation ». Le gouvernement dénonce alors une démarche biaisée, assurant que les droits de la défense ont été respectés et refusant cette libération.
En mai 2019, ses avocats, qui ne sont plus autorisés à lui rendre visite, dénoncent le durcissement de ses conditions de détention. L'Observatoire congolais des droits de l'homme (OCDH), une ONG congolaise, dénonce également ce durcissement, touchant non seulement Jean-Marie Mokoko, mais également d'autres opposants emprisonnés, qui n'ont plus droit à aucune visite. En septembre 2019, le ministre français des Affaires étrangères, Jean-Yves Le Drian, évoque le cas de Jean-Marie Mokoko et d'autres opposants avec le président Denis Sassou Nguesso, déclarant attendre des actes de sa part envers eux.
En octobre 2019, les avocats de Jean-Marie Mokoko demandent au ministre de la Justice de lui octroyer une autorisation de sortie, afin qu'il puisse assister aux obsèques de sa mère, Louise Ongagna, décédée à l'âge de 92 ans, et dont il était fils unique. Une autorisation de sortie de quelques heures lui est finalement accordée par le tribunal de grande instance de Brazzaville, mais Jean-Marie Mokoko refuse de l'accepter et d'assister aux funérailles, considérant injuste qu'on ne lui laisse que quelques heures alors que d'autres condamnés ont d'ordinaire droit à cinq jours.

## État de santé
Alors qu'il est incarcéré depuis 4 ans, sa santé se dégrade fortement durant l'été 2020. D'abord présenté par ses proches et ses avocats comme ayant été contaminé par le Covid-19, ces derniers démentent quelques jours plus tard, précisant qu'il est en fait atteint d'une crise de paludisme aigüe et d'hypertension. Victime d'un malaise le 29 juin dans sa cellule, il est transféré à l'hôpital militaire de Brazzaville le 2 juillet. Le 30 juillet, après sollicitation de ses avocats, d'ONG et d'opposants politiques, Denis Sassou-Nguesso autorise son évacuation sanitaire vers la Turquie, où il est admis à l'hôpital militaire d'Ankara. Le président de la RDC Félix Tshisekedi et le président angolais Joao Lourenço auraient également plaidé en sa faveur selon ses avocats. Le 30 août, après un mois de soins en Turquie, il est rapatrié à Brazzaville, son état de santé s'étant amélioré.

## Décorations
- 1987 : Dignité de grand officier du mérite congolais
- Commandeur de la Légion d'honneur française (1990)
- Commandeur de l'ordre de la reconnaissance centrafricaine (2014)

## Publications
- Jean-Marie Michel Mokoko, Congo : Le temps du devoir, L'Harmattan, 3 mai 2000, 102 p. (ISBN 978-2-738-43372-5)